# Język aranda
Język aranda (lub arunta) – jeden z języków australijskich, używany przez lud Aranda. Należy do najlepiej poznanych języków aborygeńskich.
Struktura sylaby to prawdopodobnie VC(C).
Tadeusz Milewski podał język aranda jako przykład języka, którego system fonologiczny jest szczególnie ubogi:
| Samogłoski | Samogłoski | Samogłoski | Półsamogłoski | Spółgłoski | Spółgłoski | Spółgłoski | Spółgłoski |
| Samogłoski | Samogłoski | Samogłoski | Półsamogłoski | nosowe     | ustne      | ustne      | ustne      |
| Samogłoski | Samogłoski | Samogłoski | Półsamogłoski | nosowe     | płynne     | afrykaty   | zwarte     |
| ---------- | ---------- | ---------- | ------------- | ---------- | ---------- | ---------- | ---------- |
| i          |            | u          | w             | m          | l r        | č          | p          |
|            | a          |            | j             | n          |            |            | t          |
|            |            |            |               |            |            |            | k          |